# Pilosocereus occultiflorus

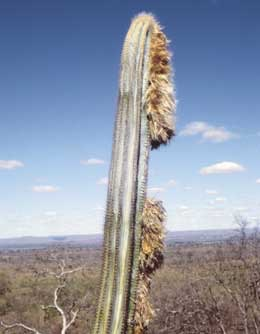
Pilosocereus occultiflorus am Typstandort

Pilosocereus occultiflorus ist eine Pflanzenart in der Gattung Pilosocereus aus der Familie der Kakteengewächse (Cactaceae). Das Artepitheton occultiflorus bezieht sich auf die „verborgenen“, kaum gefärbten Blüten in der Wolle des Pseudocephaliums.

## Beschreibung
Pilosocereus occultiflorus wächst baumförmig mit einem verholzten Stamm von bis zu 23 Zentimeter Durchmesser, verzweigt ab über einem Meter über dem Boden, wird kandelaberartig und erreicht Wuchshöhen von bis zu 7 Metern. Die kräftigen, aufrechten, an der Basis leicht gebogenen, matt graugrünen Triebe werden bis zu 3 Meter lang und weisen Durchmesser von 6 bis 9,5 Zentimetern auf. Es sind 8 bis 9 stumpfe und im Querschnitt dreieckige Rippen vorhanden. Die darauf befindlichen Areolen stehen 5 bis 9 Millimeter voneinander entfernt. Die durchscheinenden, geraden bis leicht gebogenen Dornen sind anfangs hellgelb mit einer bräunlichen Spitze, vergrauen später jedoch mit dunkler Spitze. Die 6 bis 13 abstehenden oder abwärts gerichteten Mitteldornen sind 0,25 bis 0,9 Zentimeter lang. Die etwa 20 Randdornen sind 9 bis 11 Millimeter lang. Der blühfähige Teil der Triebe ist ausgeprägt. Die blühfähigen Areolen sitzen seitlich an den Trieben und umfassen 1 bis 3 (oder mehr) benachbarte Rippen. Sie sind mit kastanienbrauner bis bräunlich grauer Wolle besetzt.
Die Blüten sind 3 bis 4 Zentimeter lang und erreichen Durchmesser von 2 bis 2,5 Zentimetern. Die abgeflacht kugelförmigen, hell rosafarbenen bis grünlichen Früchte weisen Durchmesser von 1,9 bis 2,4 Zentimetern auf, reißen seitlich auf und enthalten ein weißes Fruchtfleisch.

## Verbreitung und Systematik
Pilosocereus occultiflorus ist im Westen des brasilianischen Bundesstaates Minas Gerais verbreitet.
Die Erstbeschreibung wurde 1999 von Pierre Josef Braun (* 1959) und Eddie Esteves Pereira (* 1939) veröffentlicht.

## Nachweise